# Hrčeľ
Hrčeľ (allemand : Gertschel) , est un village de Slovaquie situé dans la région de Košice.

## Histoire
Première mention écrite du village en 1332.
La localité fut annexée par la Hongrie après le premier arbitrage de Vienne le 2 novembre 1938. En 1938, on comptait 637 habitants dont 17 d'origines juives. Elle faisait partie du district de Sátoraljaújhely (hongrois : Sátoraljaújhelyi járás). Le nom de la localité avant la Seconde Guerre mondiale était Gerčeľ. Durant la période 1938 -1945, le nom hongrois Gercsely était d'usage. À la libération, la commune a été réintégrée dans la Tchécoslovaquie reconstituée.

## Démographie

### Évolution de la population
| Année:               | 1994. | 2004.   | 2014.    | 2024.    |
| -------------------- | ----- | ------- | -------- | -------- |
| Nombre de personnes: | 777   | 798     | 999      | 1162     |
| Différence:          |       | +2,70 % | +25,18 % | +16,31 % |

| Année:               | 2023. | 2024.   |
| -------------------- | ----- | ------- |
| Nombre de personnes: | 1141  | 1162    |
| Différence:          |       | +1,84 % |